# Tomoko Matsuoka
Tomoko Matsuoka (Tokyo) est une claveciniste classique japonaise. 

## Biographie
Tomoko Matsuoka naît à Tokyo au Japon. Elle a six ans lorsqu'elle apprend à jouer du clavecin avec sa mère. À l'âge de dix-huit ans, elle s'installe à Milan où elle commence à étudier le clavecin à temps plein ainsi que la musique ancienne. 
En 2010, elle est diplômée du Conservatoire Giuseppe Verdi de Côme en  clavecin de troisième cycle avec les plus hautes distinctions. Elle a étudié sous la direction de Emilia Fadini, G. Togni et B. Martin. 
Entre-temps, Tomoko Matsuoka remporte le troisième prix en 2007 au concours international du Festival de musique ancienne de Bruges. 
Au cours des dernières années, elle joue dans des festivals de musique ancienne en Italie et se produit à la fois en soliste et dans des groupes de musique de chambre dans de nombreux endroits en Europe et au Japon. Elle joue avec des musiciens de renom tels que F. Corti, G. Togni, A. Palmeri, R. Mameli, Emma Kirkby et T. Tsunoda. En 2011, elle s'installe à Barcelone et poursuit ses études à l'École supérieure de musique de Catalogne.

## Discographie sélective
En 2008, elle publie son premier CD solo "16 Sonatas" consacré à Domenico Scarlatti. Pour cela, elle joue du clavecin original Ruckers, conservé au musée d'art et d'histoire de Neuchâtel, en Suisse.